# آيت بوقسو (آيت ميمون)
آيت بوقسو هي إحدى مشيخات المملكة المغربية، تتبع جغرافيا لإقليم الخميسات وإداريًا لآيت ميمون. يقدر عدد سكانها بـ 2019 نسمة حسب الإحصاء الرسمي للسكان والسكنى لسنة 2004.